# Eichbusch (Dresden)
Eichbusch ist ein Ortsteil im Osten der sächsischen Landeshauptstadt Dresden. Er gehört mit Rockau und Helfenberg zur Gemarkung Helfenberg und ist Teil der Ortschaft Schönfeld-Weißig.

## Geografie

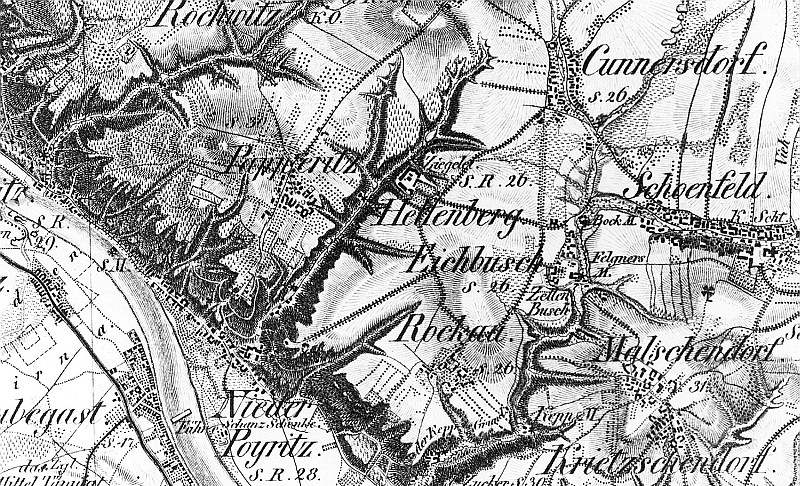
Eichbusch und benachbarte Dörfer auf einer Karte von 1821

Eichbusch liegt 10 Kilometer östlich des Dresdner Stadtzentrums, der Inneren Altstadt und 1 Kilometer nordöstlich von Rockau im Schönfelder Hochland. Die Dresdner Elbhänge, die den Steilabfall in den Elbtalkessel bilden, liegen direkt südwestlich von Rockau. Die Eichbuscher Ortslage in einer Höhe von etwa 260 m ü. NN übertrifft die Talsohle der nur in reichlich 2 Kilometer Entfernung verlaufenden Elbe deutlich. Der Ortsteil wird im Osten und Südosten in Richtung Malschendorf vom Keppgrund begrenzt. Nach Norden, Westen und Süden bildet die landwirtschaftlich genutzte Hochfläche den Übergang zu den anderen benachbarten Ortsteilen. Dies sind Schönfeld, Cunnersdorf, Helfenberg und Rockau. Eichbusch gehört zum statistischen Stadtteil Gönnsdorf/Pappritz.
Der kleine, ländlich geprägte Ortsteil Eichbusch weist einen dörflichen Charakter auf und hat nur etwa 40 Einwohner. Er liegt abseits von Kreis- und sonstigen Durchgangsstraßen an der Straße zwischen Schönfeld und Rockau, von der der Eichbuscher Ring abzweigt und die Ortslage erschließt. Außerdem führen eine Allee nach Helfenberg und ein Feldweg nach Cunnersdorf. Der Eichbuscher Ring ist nur einseitig und locker bebaut. Einziges öffentliches Verkehrsmittel im Ortsteil ist die vom Verkehrsdienstleister Müller Bus betriebene Buslinie 98B, die zwischen Niederpoyritz und Borsberg verkehrt.

## Geschichte
Bei Eichbusch handelt es sich um eine Tochtersiedlung von Helfenberg, in dessen Gemarkung es sich auch befindet. Die Herren des dortigen Ritterguts ließen im Spätmittelalter ein Vorwerk an der Keppbachniederung im Bereich des heutigen Ortsteils Eichbusch errichten, um die umliegenden Felder effektiver bewirtschaften zu können. Später konzentrierte sich dort die Hausschafhaltung der Grundherrschaft. Damit in Zusammenhang steht auch die erstmalige Erwähnung des Ortes als Schafferey zu Aich Pusch („Schäferei im Eichen-Wäldchen“) aus dem Jahr 1592.

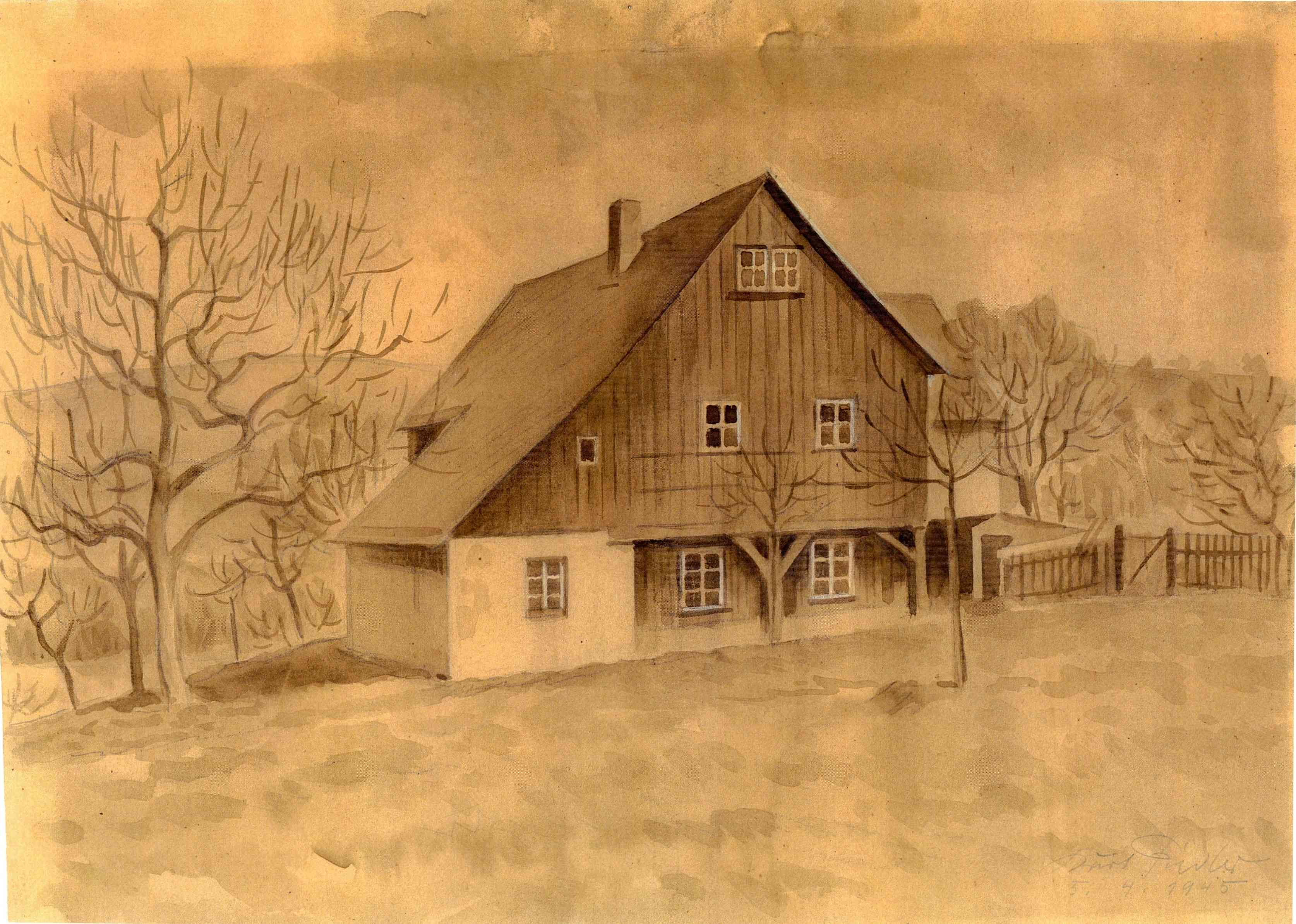
Geburtshaus Friedrich Kurt Fiedlers in Eichbusch

Eichbusch ist somit kein altes Bauerndorf; wahrscheinlich entstanden erst um 1618 um das Vorwerk herum die ersten Gebäude einer Häuslersiedlung. Die Bewohner besaßen also, da die Rockau-Helfenberger Dorffluren zu diesem Zeitpunkt bereits aufgeteilt waren, keine eigenen Hufen, auf denen sie Ackerbau betrieben, sondern gingen vornehmlich verschiedenen Handwerksberufen nach oder verdingten sich als Tagelöhner oder Hirten für die Helfenberger Grundherren. Besonders letztere Tätigkeit hatte in der Anfangszeit des Bestehens der Häuslersiedlung eine besondere Bedeutung, da auch im Jahr 1652 eine Schäfferey in Eichbüschen genannt wurde. Schon 30 Jahre danach heißt die Siedlung nur noch im Eichbuschchen ohne den Zusatz der Schäferei; für 1822 ist die heutige Schreibweise nachgewiesen.
Die Siedlung Eichbusch teilte im Laufe der Jahrhunderte weitgehend das Schicksal des benachbarten Rockau, das sich ebenfalls im Einflussbereich Helfenbergs befand. So gehörte es zur Parochie Schönfeld; die Eichbuscher Kinder gingen dorthin auch zur Schule. Nachdem die Zwänge der Grundherrschaft im 19. Jahrhundert nach und nach verschwanden, wurde Eichbusch in die Landgemeinde Rockau eingegliedert und war seitdem neben Helfenberg einer deren Ortsteile. Das Eichbuscher Vorwerksgebäude diente schließlich nach 1945 als Mastanlage für Hausschweine. Im 20. Jahrhundert kamen vergleichsweise wenige neue Gebäude zum Ortsbild dazu. Am 1. Januar 1994 schloss sich Rockau und damit auch Eichbusch mit weiteren Gemeinden des Umlands zu Schönfeld-Weißig zusammen. Exakt fünf Jahre später wurde dieses nach Dresden eingemeindet und Rockau mit Eichbusch und Helfenberg bildet seither einen Ortsteil der Landeshauptstadt.

### Einwohnerentwicklung
| Jahr | Einwohner    |
| ---- | ------------ |
| 1764 | 8 Gärtner    |
| 1855 | 68           |
| 1871 | 87           |
| 1890 | 82           |
| 1910 | siehe Rockau |

## Personen
- Friedrich Kurt Fiedler (1894–1950), in Eichbusch geborener Dresdner Grafiker und Zeichner[5]